# Juanma Gómez
Juan Manuel Gómez Sánchez, más conocido como Juanma, (Don Benito, provincia de Badajoz, 29 de mayo de 1981) es un exfutbolista y entrenador español. Su demarcación era la de centrocampista o interior derecho, aunque podía jugar en la línea de media punta. Actualmente entrena a El Palo F. C. de la Segunda Federación.

## Trayectoria
Formado en el C.D. Don Benito, con el que llegó a debutar en 2ªB con 19 años, fichó por el Málaga B viviendo el doble ascenso que les llevó de 3ª a 2.ª.
Tras un buen debut en 2.ª, fichó por el Levante U. D. de 1ª completando una trayectoria fulgurante en cuatro temporadas. Formó parte activa durante las dos temporadas en las que el equipo granate descendió y regresó a 1ª.
Después de conseguir el ascenso recaló en el Recreativo de Huelva, para volver al finalizar la temporada al Levante U. D.
La temporada 2007-08 supuso el descenso del Levante U. D. a 2.ª y su salida en dirección al Real Betis.
En el equipo verdiblanco permaneció durante cuatro temporadas (De la 2008-09 a la 2011-12), jugando dos temporadas en 1ª y otras dos en 2.ª.
En el verano de 2012 no encontró un equipo y no fue hasta la llamada del Villarreal C.F. en enero de 2013 cuando volvió a la competición viviendo el ascenso a 1ª del submarino amarrillo.
El 1 de agosto de 2013 el Deportivo Alavés anunció en su página web oficial el fichaje de Juanma por una temporada, siendo renovado al terminar la temporada. Finalmente el 31 de julio de 2015 al terminar su contrato abandona el equipo albiazul.
Mientras permanece como agente libre entrena a un equipo del fútbol base del C.D. Ariznabarra, donde se formaron jugadores como Pedro Uralde o Gaizka Toquero.
El 28 de septiembre de 2022 se convirtió en técnico del Málaga CF Femenino hasta final de temporada.
El 13 de marzo de 2023 pasaría a ser el entrenador de El Palo F. C. de la Segunda Federación, del que era segunda entrenador desde el inicio de la temporada 2023-24, tras la salida de Nacho Pérez.

## Clubes

### Como jugador
| Club                 | País   | Año       |
| -------------------- | ------ | --------- |
| C. D. Don Benito     | España | 1992-2001 |
| Málaga B             | España | 2001-2004 |
| Levante U. D.        | España | 2004-2006 |
| Recreativo de Huelva | España | 2006-2007 |
| Levante U. D.        | España | 2007-2008 |
| Real Betis           | España | 2008-2012 |
| Villarreal C. F.     | España | 2013      |
| Deportivo Alavés     | España | 2013-2015 |

### Como entrenador
| Club                           | País   | Año       |
| ------------------------------ | ------ | --------- |
| Málaga C. F. Juvenil (adjunto) | España | 2019-2021 |
| Antequera C. F. (adjunto)      | España | 2021-2022 |
| Málaga C. F. Femenino          | España | 2022-2023 |
| El Palo F. C.                  | España | 2023-Act. |